# Hilary (Szyszkowski)
Hilary, imię świeckie Eduard Szyszkowski (ur. 18 kwietnia 1969 w Mikołajowie, zm. 16 marca 2018 w Kijowie) – biskup Ukraińskiego Kościoła Prawosławnego Patriarchatu Moskiewskiego.

## Życiorys
W 1990, po odbyciu zasadniczej służby wojskowej, wstąpił do kijowskiego seminarium duchownego, które ukończył w 1993 z wyróżnieniem. W 1997 uzyskał dyplom Kijowskiej Akademii Duchownej, również z wyróżnieniem. Został zatrudniony w Akademii jako wykładowca teologii moralnej, języka cerkiewnosłowiańskiego, etyki i eklezjologii prawosławnej. W 2000 przyjął święcenia kapłańskie, zaś w 2001 otrzymał godność ihumena. W 2003 został archimandrytą. Od tego samego roku zasiada w komisji etycznej przy Państwowym Centrum Preparatów Immunobiologicznych.
29 lipca 2007 miała miejsce jego chirotonia na biskupa siewierodonieckiego i starobielskiego, przeprowadzona w ławrze Peczerskiej. 11 listopada 2008 został przeniesiony na katedrę chersońską i taurydzką i wyznaczony na przewodniczącego wydziału oświaty religijnej i katechizacji Ukraińskiego Kościoła Prawosławnego. Już po sześciu dniach został z katedry chersońskiej odwołany, mianowano go natomiast wikariuszem eparchii kijowskiej z tytułem biskupa makarowskiego. Był również rektorem szkoły katechetów i regentów przy eparchii kijowskiej oraz szkoły ikonopisania.
W 2011 wszedł w skład Wyższej Rady Cerkiewnej Ukraińskiego Kościoła Prawosławnego Patriarchatu Moskiewskiego. Zmarł po nagłej chorobie w 2018 r. i został pochowany na cmentarzu mnichów Ławry Pieczerskiej.